# Cebrio cantabricus
Cebrio cantabricus là một loài bọ cánh cứng trong họ Cebrionidae. Loài này được Bercedo-Páramo & López-Colón miêu tả khoa học năm 2003.